# Bunos
Bunos (Βούνος) és un heroi grec corinti, fill d'Hermes i d'Alcidàmia, que rebé d'Eetes, quan el rei marxà de Corint per anar a la Còlquida, el tron de Corint, amb l'ordre de conservar-lo fins al seu retorn o el d'un dels seus descendents.
Després de la mort de Bunos, el succeí Epopeu de Sició, que regnà a les dues ciutats.